# Ucraina Nostra
L'Unione Popolare "Ucraina Nostra" (in ucraino Народний Союз Наша Україна?, Narodnyj Sojuz Naša Ukrajina; in acronimo NSNU) è un partito politico di centro-destra dell'Ucraina, di orientamento riconducibile al conservatorismo liberale e all'europeismo.
La sua iniziativa di maggiore impulso è stata l'alleanza elettorale Blocco Viktor Juščenko Ucraina Nostra (Blok Viktora Juščenka Naša Ukrajina), nata formalmente il 5 marzo 2005 da un gruppo dei seguaci politici di Viktor Juščenko, dopo la rivoluzione arancione contro i presunti brogli messi in atto da Viktor Yanukovyč.
NSNU è incontestabilmente l'asse portante della coalizione moderata "Blocco Ucraina Nostra".
Il congresso costituente di Kiev vede la partecipazione di 6.000 delegati provenienti da tutte le oblast' ed elegge Juščenko (che ricevette la tessera numero 1) come Presidente onorario; il vice Primo ministro Roman Bezsmertnyj divenne capo dei Presidium del partito e Jurij Jechanurov fu nominato capo del Comitato Esecutivo Centrale del partito.
Il NSNU è un osservatore all'interno del Partito Popolare Europeo (PPE).
Alle elezioni parlamentari del 2007 l'alleanza Blocco Ucraina Nostra - Autodifesa Popolare ottenne 72 deputati su 450.
Nel gennaio 2010 il presidente Viktor Juščenko, esponente di Ucraina Nostra, attribuisce a Stepan Bandera l'onorificenza di Eroe dell'Ucraina alla presenza del nipote Stepan Bandera jr, con la condanna del Parlamento europeo, dell'organizzazione ebraica per la memoria dell'Olocausto Simon Wiesenthal Center, e le proteste del governo russo. Il Consiglio di Stato della Repubblica di Crimea ha annunciato ricorso alla Corte costituzionale dell'Ucraina contro la decisione, ma tale ricorso è stato dichiarato inammisibile il 5 aprile 2010.
Ha sostenuto la rivoluzione ucraina del 2014 contro Yanukovich. Alle elezioni del 2014, dopo la rottura degli anni precedenti con Tymošenko e la liberazione di quest'ultima (incarcerata sotto il precedente governo filorusso), Ucraina Nostra e Juščenko hanno supportato Vitalij Klyčko e il Blocco Petro Porošenko "Solidarietà", considerando "Patria" (il partito della Tymošenko) come una falsa opposizione in realtà solidale con la Russia; non presentandosi alle elezioni, non ha eletto quindi alcun rappresentante.

## Risultati elettorali
| Elezione          | Voti    | %    | Seggi   |
| ----------------- | ------- | ---- | ------- |
| Parlamentari 2012 | 226.482 | 1,11 | 0 / 450 |